# 胡婉玲
胡婉玲，生於台南，先後成長於高雄、基隆、彰化。台南縣老縣長、山派創始人胡龍寶之長孫女。學跨文、法、商，擁有雙博士學位之資深媒體人，並以學術升等部定副教授。製作主持民視《台灣演義》17年700集。以八度獨家挺進北朝鮮採訪；八度專訪西藏精神領袖達賴喇嘛，為人稱著。現任中央通訊社社長。
胡婉玲於1989年至1997年任職於華視，1997年至2024年任職民視公司，曾任民視新聞傳播群副總經理。2024年9月自民視退休，同年11月接任中央通訊社社長。其丈夫李天任為前文化大學校長、現任華梵大學校長、台灣傳播學者。

## 早年及教育
胡婉玲出生於臺南市胡厝寮，成長於彰化縣。畢業於臺灣省立彰化女子高級中學後，她在淡江大學先後取得法文系文學士、歐洲研究所法學碩士學位。往後職業生涯過程中，她相繼取得中國文化大學法學博士（2001年）及國立臺北大學商學博士（2006年）。2011年以論文審查通過，升等部定副教授。

## 新聞生涯

### 華視
胡婉玲1989年加入華視新聞部，先後擔任政治組記者、財經小組召集人、育樂組助理導播、執行製作。曾在華視新聞擔任晨間、午間新聞主播，並主持《華視新聞雜誌》、《莒光園地》等節目。

### 民視

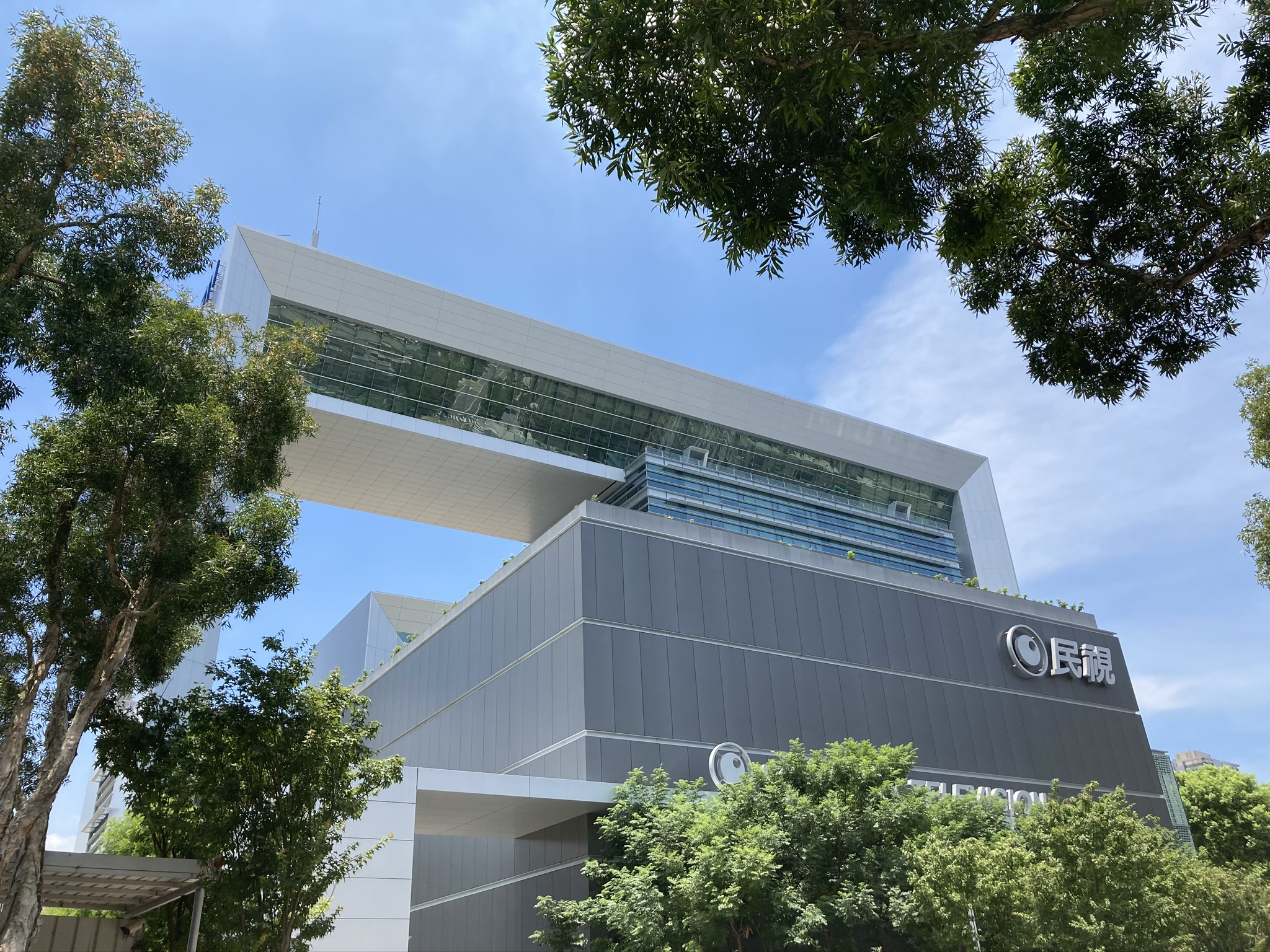
民視林口數位媒體總部

胡婉玲於1997年加入民視擔任新聞主播，歷任台語新聞製作人、製作中心主任、採訪中心副理兼主任、新聞部經理與新聞傳播群副總經理等職，直到2024年退休，任職長達27年。
- 民視新聞部專案召集人兼主播（1997－1998）
- 民視新聞部製作中心主任、企編中心副主任（1998－2000）
- 民視新聞部副理兼採訪中心主任（2000－2002）
- 民視新聞部經理 （2002－2018）
- 民視新聞傳播群副總經理（2018－2024年9月[5]）
- 民視無線台台語晚間新聞節目《民視七點晚間新聞》主播、製作人
- 民視新聞台時事論壇節目《挑戰政策》主持人
- 民視新聞台時事論壇節目《頭家來開講》主持人
- 民視新聞台新聞雜誌節目《台灣演義》主持人、製作人
- 民視新聞台特別節目《解嚴二十年：獨家專訪陳總統》主持人（2007年）
- 民視與台灣教授協會主辦《2014台北市長在野參選人辯論會》（2014年3月16日，民視新聞台直播）主持人
- 民視《2014台北市長在野整合政見發表會》（2014年6月6日，民視新聞台直播）主持人
- 民視新聞台時事論壇節目《新聞觀測站》製作人、主持人
- 民視新聞台經典歷史專題節目《台灣演義》製作人、主持人

2024年8月1日，「印度神童」阿比吉亞·阿南德訪問台灣，接受胡婉玲獨家專訪,亦是首度接受台灣媒體專訪。
2024年9月16日，民視證實，「新聞傳播群副總經理胡婉玲自請退休，公司正在處理中」。

### 國際事務
- 國際奧林匹克研討會臺灣代表
- 美國新聞署國際媒體培訓臺灣代表
- 國際奧林匹克委員會委員連絡處法文執行秘書

### 國際重要採訪
- 八度採訪第十四世達賴喇嘛（其中六次為獨家專訪）
- 金三角毒王坤沙獨立建國實記與獨家專訪
- 高雄捷運外勞弊案調查報導
- 泰北老兵專題追蹤報導三系列－異域行
- 民視新聞2012年「鉅變北朝鮮：直擊金正恩世代」系列報導主持人
- 九次前往北朝鮮採訪，八度成功挺進製播新聞專題
- 阿比吉亞·阿南德獨家專訪

### 中央社
2024年10月29日，中央通訊社董事長李永得證實，他向董事會提名胡婉玲為新任社長。2024年10月30日中央社董事會通過此人事案，董事之一、作家朱宥勳在當日深夜表示對胡婉玲的個人能力「評價頗低」，並認為「中央社值得一位更專業的社長」，為此請辭董事。胡婉玲於11月1日上任。

## 其他工作
- 亞洲電視獎評審（2003－2009）
- 國立臺北大學資訊管理研究所兼任副教授、國際財務金融研究所兼任副教授（2009~）
- 臺北市立大學休閒運動管理研究所兼任副教授（2004－2020）
- 世新大學口傳系、新聞系、新聞研究所兼任講師、助理教授（1998－[10]2004）；傳播管理研究所兼任副教授（2006－2014）
- 中央通訊社社長（2024年11月－）

## 個人生活
胡婉玲與教育家李天任結婚，兩人育有1子。

## 得獎記錄
| 年份      | 獲提名                           | 獎項 | 結果     |
| --------- | -------------------------------- | --- | -------- |
| 2024      | 【新聞觀測站】                   | 亚洲电视大奖 最佳時事主持人獎                                                                                       | 得獎     |
| 2023      | 第一屆國立臺北大學商學院傑出院友 | 公共服務獎 | 得獎     |
| 2022      | 【台灣演義-疫苗之父李慶雲】      | 台灣醫療報導獎 | 得獎     |
| 2022      | 【台灣演義-關係台灣的九場戰爭】  | 亞洲電視獎 最佳最佳紀錄片                                                                                           | 入圍     |
| 2021      | 【台灣演義-台灣鐵道旅館】        | 亞洲電視獎 最佳時事節目主持人獎                                                                                     | 入圍     |
| 2020      | 【新聞觀測站】                   | 亞洲電視獎 最佳時事節目主持人獎                                                                                     | 入圍     |
| 2019      | 【台灣演義-流亡一甲子達賴喇嘛】  | 亞洲電視獎 圍最佳時事節目獎                                                                                         | 入圍     |
| 2019      | 【大選觀測站】                   | 亞洲電視獎 最佳3D動畫獎                                                                                             | 入圍     |
| 2018      | 【台灣演義】                     | 亞洲電視獎 最佳時事節目獎                                                                                           | 入圍     |
| 2018      | 【台灣演義-庫德族報導】          | 亞洲電視獎 最佳單一事件報導獎                                                                                       | 入圍     |
| 2018      |                                  | 淡江大學傑出校友 | 得獎     |
| 2017      |                                  | 國家磐石關懷獎 | 得獎     |
| 2015      |                                  | 第十五屆國立臺北大學傑出校友                                                                                        | 得獎     |
| 2013      |                                  | 亞洲電視獎 最佳單一事件新聞報導獎                                                                                   | 入圍     |
| 2011      |                                  | 彰化縣文化局「彰化百傑人物獎」                                                                                      | 得獎     |
| 2010      | 【北朝鮮探密-天安艦事件後】      | 亞洲電視獎 最佳單一事件報導獎                                                                                       | 首獎     |
| 2010      | 證嚴法師傳                       | 社會光明面報導獎 | 得獎     |
| 2009      | 台灣演義『聖嚴法師傳』           | 社會光明面報導獎 | 得獎     |
| 2008      |                                  | 商務與資訊國際會議傑出論文獎（Best Paper Award, BAI2008 International Conference on Business and Information, Korea） | 得獎     |
| 2007      |                                  | 中華傳播學會教師組傑出傳播論文獎                                                                                      | 得獎     |
| 2007      | 民視《台灣演義》                 | 廣電基金評選優良節目                                                                                                | 得獎     |
| 2006      |                                  | 中華民國斐陶斐榮譽學會榮譽會員                                                                                      | 得獎     |
| 2004      |                                  | 國立彰化女中第1屆『藝術文化類』傑出校友                                                                             | 得獎     |
| 2002      | 民視《台語也會通》               | 僑務委員會優良教材海華獎                                                                                            | 得獎     |
| 2000      | 民視《挑戰政策》                 | 金視獎最佳時事論壇主持人獎                                                                                          | 得獎     |
| 2000      | 民視《挑戰政策》製作人           | 金視獎最佳時事論壇節目獎                                                                                            | 得獎     |
| 1998-2000 |                                  | 民視新聞最佳主播獎、最佳主持人獎(八座)                                                                              | 得獎     |
| 1995      | 〈外勞變奏曲〉                   | 第30屆金鐘獎採訪獎                                                                                                  | 提名入圍 |
| 1995      |                                  | 華岡傑出青年（博士生）得主                                                                                          | 得獎     |
| 1994      | 〈異域行〉                       | 曾虛白先生公共服務新聞獎                                                                                            | 得獎     |
| 1994      | 〈神秘金三角〉、〈異域行〉       | 華視採訪獎二座 | 得獎     |

## 著作

### 學位論文
- 使用擴散對轉換成本與轉換意圖影響之探討－以台灣行動電信服務業為例（博士論文） － 2005
- 從新制度主義論歐洲議會職權之變遷（博士論文） － 2001
- 歐洲共同體共同研究發展政策之探討（碩士論文） － 1990

### 研究量表
- THE SPORTS FAN ETHNOCENTRISM SCALE 運動迷國族感量表[12] 。

### 期刊論文
- 胡婉玲（2015）。（以雙元熱情模式探討運動博奕與賽事觀賞）《行銷評論》，民國一0四年秋季，第12卷第3期，頁241－261。
- Hu & Bedford （2012）. “Development and Validation of the Sports Fan Ethnocentrism Scale” （in press）
- Hu, A. W. L. & Tang, L. R. （2010）."Factors motivating sports broadcasting viewership with fan identification as a mediator", Social Behavior and Psychology, 38（5）, 681－690.（SSCI）
- 胡婉玲、方之光（2009）。〈手持式與車載型行動數位電視收視動機與行為之比較〉，《廣播與電視》，民國九十八年十二月，第31期，頁1－22。
- Hu, A. W. L. （2009）. "Mobile Digital Television in Taiwan: A Preliminary Review of Ratings and Lead User Response", Journal of Applied Business Research, November/December, 25（6）, 23－29.
- 胡婉玲（2009）。〈雙元熱情對競技啦啦隊員之影響〉，《台灣體育運動管理學報》，民國九十八年六月，第八期，頁55－74。
- Hu, A. W. L. & Tsai, W. M. H.（2009）. “An Empirical Study of an Enjoyment－Based Response Hierarchy Model Of Watching MDTV On the Move”, Journal of Consumer Marketing, Volume 26（2）, 66－77.
- 胡婉玲、蔡明宏（2008）。〈重建使用創新性、使用擴散與創新採用意圖關係之實證研究〉，《中華傳播學刊》，第十三期，頁37－73。（TSSCI）
- 胡婉玲、蔡明宏（2008）。〈運動迷國族感對賽事轉播收視動機與行為之影響〉，《體育學報》，民國九十七年三月，第41卷，第一期，頁23－41。
- Hu, A. W. L.（2007）. “An Empirical Test of a Use－Diffusion Model for Taiwan Mobile Digital TV”, International Journal of Technology Management, 39（3/4）, 248－263. （SSCI）
- 胡婉玲（2007）。〈邊開車邊閱聽電視？數位行動收視者之內在動機與態度階層研究〉。《傳播研究簡訊》，民國九十六年五月十五日，第五十期，頁14－17。
- 胡婉玲（2007）。〈知覺玩興對戶外行動收視接受度之影響〉，《輔仁管理評論》，民國九十六年五月，第十四卷，第二期，頁113－132。
- 胡婉玲（2006）。〈消費者使用創新性、轉換成本與轉換意圖之實證研究〉，《行銷評論》，民國九十五年冬季號，第三卷，第四期，頁399 － 422。
- 胡婉玲（2006）。〈消費者轉換成本類型對轉換意圖關係之研究－台灣行動電話服務業為例〉，《廣告學研究》，民國九十五年一月，第二十五期，頁81－105。
- 胡婉玲（2001）。〈論歷史制度主義的制度變遷理論〉，《新世紀智庫論壇》，第十六期，民國九十年十二月，頁86－95。
- 胡婉玲（2001）。〈歐洲議會之研究文獻回顧與方法論檢討〉，《立法院院聞》，第二十九卷第三期，民國九十年三月，頁96－114。
- 胡婉玲（2000）。〈歐洲議會職權形成與變遷〉，《新世紀智庫論壇》，第十一期，第十一期，民國八十九年九月，頁111－118。

### 研討會論文
- 胡婉玲。（2012）。〈以雙元熱情模式理論探究台灣運動博奕與賽事觀賞〉，「2012數位創世紀學術暨實務研討會」，國立政治大學數位文化行動研究室，台北。
- 胡婉玲、Bedford, O. （2010）。〈運動迷國族感量表之發展與驗證〉，「2010數位創世紀－e世代與資訊科技學術實務研討會」，國立政治大學數位文化行動室，台北。
- 胡婉玲、方之光（2009）。〈手持式與車載型行動數位電視收視動機與行為之比較－運用隱喻抽取技術〉，「2009數位創世紀學術實務研討會」，國立政治大學數位文化行動室，台北。
- Hu, A. W. L. & Tang, L. Z. （2008.07）. A Study on the Relationship between Motivations and Behavior in Viewing MLB Broadcasts with Fan Identification as a Mediator. Paper presented at the BAI2008 International Conference on Business and Information, Seoul, Korea.
- Hu, Anne W. L. （2008. 03）. Mobile Digital Television in Taiwan: A Preliminary Review of Ratings and User Response. Paper presented at the 2008 International Joint Conference on e－Commerce, e－Administration, e－Society, and e－Education （e－CASE 2008）, March 27－29, Bangkok, Thailand.
- 胡婉玲、蔡明宏（2007）。〈重建使用創新性、使用擴散與創新採用意圖關係之實證研究〉，「2007中華傳播學會年會論文」，台北。（傑出傳播論文獎）
- 胡婉玲（2007）。〈台灣之光效應? 運動迷國族感對賽事轉播收視動機與行為之影響〉，「第十五屆廣告暨公共關係學術研討會」，國立政治大學，台北。
- 胡婉玲（2007）。〈知覺玩興對行動收視反應層級模式之影響〉，「第四屆數位創世紀學術與實務研討會」，國立政治大學數位文化行動室，台北。
- 胡婉玲（2007）。〈台灣行動數位電視閱聽人收視行為與反應初探〉，「第二屆策略管理研討會」，台灣電子商務學會，台北。
- 胡婉玲（2006）。〈台灣行動數位電視接受度之實證研究－整合動機論觀點〉，「第十四屆廣告暨公共關係學術研討會」，國立政治大學，台北。
- 胡婉玲（2005）。〈台灣行動電話服務業之消費者轉換成本與轉換意圖關係之研究〉，「第十三屆廣告暨公共關係學術與實務研討會」，國立政治大學，台北。
- 黃營杉、胡婉玲（2005）。〈行動電話消費者轉換成本構面與前置因子之實證研究〉，「第一屆台灣策略管理研討會」，台灣電子商務學會，國立台北大學，台北。
- 胡婉玲、黃營杉（2005）。〈行動數位電視之初導入之消費行為初探〉，「2005ECDL電子商務與數位生活研討會」，實踐大學、國立台北大學合辦，台北。
- 胡婉玲、方文昌（2004），〈台灣行動數位電視之使用擴散模式研究〉，「第十二屆廣告暨公共關係學術與實務研討會論文集」，國立政治大學，台北。
- 駱少康、胡婉玲（2004），〈線上遊戲玩家間虛擬資產交易模式與影響交易信任因素研究〉，「教育部TANET2004」，宜蘭。

### 雜誌文章
- 胡婉玲（2000）。〈美國電視界之合縱連橫－－美國電視新聞聯網服務NNS考察心得〉，《新聞鏡週刊》，600期，頁45－47。
- 胡婉玲（1997）。〈難忘達蘭莎拉之旅—追憶與達賴喇嘛『結緣』的經過〉，《新聞鏡週刊》，441期，頁14－19。

### 書籍出版
| 年份     | 書名               | 出版社   | ISBN            |
| 2000年出版 | 《語言讓人更自信》 | 大田出版 | ISBN 9575838386 |
| 2002年出版 | 《台語也會通》     | 民視文化 |                 |

## 外部連結
- 官方网站
- 台灣演義主持人介紹：胡婉玲 （页面存档备份，存于）